# Obniżenie Górnej Małej Panwi
Obniżenie Górnej Małej Panwi (341.28) – region geograficzny o krajobrazie dolinno-równinnym położony między Tarnowskimi Górami, a Lublińcem, część Wyżyny Woźnicko-Wieluńskiej (będącej członem Wyżyny Śląsko-Krakowskiej). Obejmuje obszar, którego osią jest górny odcinek biegu rzeki Małej Panwi. Jest to kraina leśna stanowiąca trzon kompleksu Lasów Lublinieckich. Wydzielony jako mezoregion z numerem 341.28 w wieloautorskiej regionalizacji fizycznogeograficznej Polski z 2018 roku.

## Środowisko przyrodnicze
Obniżenie rozdziela dwa pasy wzniesień: Garb Tarnogórski na południu i Próg Woźnicki na północy. Na zachodzie niewyraźnie przechodzi w Równinę Opolską (poziom 224 m n.p.m.), a na wschodzie krótkim odcinkiem sąsiaduje z Kotliną Siewierza (poziom 330 m n.p.m.). Zajmuje powierzchnię 550 km² w kształcie trójkąta o długości ok. 48 km i szerokości 4–23 km. Główne ośrodki osadnicze to miasto Kalety, Strzybnica (część Tarnowskich Gór) oraz wieś Tworóg.
Ukształtowanie terenu ma monotonny charakter rozłożystej równiny, pociętej dolinami rzecznymi i opadającej stopniowo w kierunku zachodnim. Obniżenie powstało w wyniku denudacji w obrębie mało odpornych skał ilastych z górnego triasu. W plejstocenie wypełniło się osadami akumulacji rzeczno-lodowcowej, głównie piaskami, które potem uległy zwydmieniu. Na piaskach wykształciły się gleby bielicowe i rdzawe.
Lasy pokrywają ok. 80% regionu, dominują bory sosnowe, choć przy ciekach występują łęgi. Chronione są torfowiska: Jeleniak Mikuliny (rezerwat) i Bagno Bruch (obszar Natura 2000). Region cechuje rozbudowany system wód powierzchniowych i płytko zalegające wody gruntowe, co wynika ze słabej przepuszczalności iłowców i mułowców w podłożu skalnym. Mała Panew ma koryto we wschodnim fragmencie uregulowane, a w zachodnim naturalnie meandruje. Jej ważniejszymi lokalnymi dopływami są Stoła i Leśnica. W Zielonej (część Kalet) znajduje się sztuczny zalew o wielkości ok. 60 ha.

## Różnice w podziałach geograficznych
Obniżenie Małej Panwi stanowi w geografii problem regionalizacyjny. W podziale fizycznogeograficznym Polski Jerzego Kondrackiego region ten, z uwagi na równinny krajobraz, był składową mezoregionu Równiny Opolskiej i przynależał do Niziny Śląskiej jako jej wschodnia rubież. Część geografów przedstawiała odmienny pogląd, traktując obszar dorzecza Małej Panwi jako człon Wyżyny Śląsko-Krakowskiej, sięgający na zachodzie okolic Ozimka. W tej koncepcji domyka się układ naprzemiennych progów i obniżeń charakterystyczny dla rzeźby tej Wyżyny na jej północnym styku z Niziną Śląską, co artykułowały Sylwia Gilewska i Anna Dylikowa.
Przy opracowaniu wieloautorskiej regionalizacji fizycznogeograficznej Polski z 2018 roku, przyjęto w dużej mierze ten drugi punkt widzenia. W następstwie analizy numerycznej rzeźby terenu Wyżyny Śląsko-Krakowskiej, dokonanej przez Jerzego Nitę i Urszulę Mygę-Piątek, wyodrębniono, jako część tejże Wyżyny, tzw. Obniżenie Górnej Małej Panwi, dochodzące na zachodzie w rejon Lublińca, gdzie Wyżyna Śląsko-Krakowska umownie przechodzi w Nizinę Śląską.